# مسابقات فرمول یک فصل ۱۹۸۶
مسابقات فرمول یک فصل ۱۹۸۶ در سال ۱۹۸۶ میلادی برگزار شد. در این مسابقات آلین پراست (به انگلیسی: Alain Prost) از تیم مک‌لارن و با خودروی تی‌ای‌جی به قهرمانی رسید وی که در آغاز مسابقه در خط ۱ قرار داشت، بهترین زمان خود را در دور ۲ به دست آورد و در مجموع صاحب ۷۲ امتیاز شد.